# Waleriusz Comazon Eutychianus
Waleriusz Comazon Eutychianus (łac. Publius Valerius Comazon Eutychianus, zm. 222) – od 217 r. był przeciwnikiem Makrynusa i stał na czele buntu III Legionu (Legio Tertia Gallica), którym dowodził, odegrał istotną rolę w osadzeniu na tronie Heliogabala. W 218 roku został przez nowego cesarza mianowany prefektem pretorianów, w 220 r. został konsulem. Gdy w 222 r. doszło do zamachu na cesarza, Eutychchianus nie poparł zamachowców i został zamordowany wraz z cesarzem.
Jeden z negatywnych bohaterów sztuki Irydion.